# Losillazaur
Losillazaur (Losillasaurus giganteus) – duży zauropod z grupy turiazaurów (Turiasauria).
Żył na przełomie jury i kredy (ok. 152-144 mln lat temu) na terenach współczesnej Europy. Długość ciała ok. 25 m, wysokość ok. 5 m, ciężar ok. 10 t. Jego szczątki znaleziono w Hiszpanii (Walencja).
Losillazaur został opisany na podstawie niekompletnej czaszki, fragmentów kręgosłupa oraz fragmentów miednicy i mostka.